# Jankowice (Racibórz)
Pour les articles homonymes, voir Jankowice.
Jankowice est une localité polonaise de la gmina de Kuźnia Raciborska, située dans le powiat de Racibórz en voïvodie de Silésie.